# Brian Macdonald
Brian Macdonald, född 14 maj 1928 i Montréal, Québec, död 29 november 2014 i Stratford, Ontario, var en kanadensisk balettdansare och koreograf. Han var balettmästare för Kungliga Baletten på Kungliga Operan i Stockholm från 1964 till 1966.